# Sievert
Sievert er en afledt SI-enhed for bestemmelse af biologisk effekt af ioniserende stråling af levende kropsvæv i mennesker og formentlig også andre pattedyr. Symbolet for sievert er Sv. Navnet kommer fra den svenske fysiker og læge Rolf Maximilian Sievert.
Enheden sievert kan udtrykkes ved de grundlæggende SI-enhederne:
1 Sv = 1 J/kg = 1 m2/s2 = 1 m2·s–2
Effektiv dosis og ækvivalent dosis opgives i sievert eller millisievert (mSv), som er en tusindedel Sv. Milli er et almindeligt anvendt SI-præfiks.
Måleenheden sievert tager højde for:
- hvor farlig de forskellige strålingstyper og strålingskvaliteter er for bestrålet kropsvæv
- og hvor strålefølsomme forskellige dele af kroppen er

## Vægtning af strålingstypen og strålingskvaliteten
Selv om både beta- og gammastråling har større rækkevidde end alfastråling, så regnes hurtige alfapartikler for at være 20 gange værre i kroppen. Dette er fordi alfastrålingen vekselvirker meget med vores kropsvæv – og dermed bremses hårdt. I bremseprocessen vil de enkelte alfapartikler bogstaveligt smadre mange molekyler grundet den kraftigt ioniserende virkning hurtige alfapartikler har. Hvis alfapartiklen derimod var kommet udefra og ramt vores overhud, vil der stadig blive smadret molekyler, men disse ville være molekyler i dødt væv – og derfor vil alfastrålingen her, blot have forårsage lidt relativ uskadelig opvarmning.
Når gammastråling eller røntgenstråling rammer molekyler, kan molekylerne også slås i stykker. Men fordi gamma- og røntgenstråling i høj grad kan passere gennem stoffet, bliver der afstand mellem ødelæggelserne. For kroppens celler betyder det, at det kun sjældent vil være begge strenge af DNA-molekylet som rammes. Når kun den ene DNA-streng er ramt, kan cellens reparationsmekanismer ofte reparere fejlen.
| Strålingstype                                            | Vægtningsfaktor                                                 |
| -------------------------------------------------------- | --------------------------------------------------------------- |
| fotoner (gamma, røntgenstråler)                          | 1                                                               |
| elektroner (herunder positroner) og myoner               | 1                                                               |
| protoner og ladede pioner                                | 2                                                               |
| alfapartikler, fissionsfragmenter, tunge ioner           | 20                                                              |
| neutroner, energi {\displaystyle E_{n}} < 1 MeV          | {\displaystyle 2.5+18.2\cdot exp(-[ln(E_{n})]^{2}/6)}           |
| neutroner, energi 1 MeV ≤ {\displaystyle E_{n}} ≤ 50 MeV | {\displaystyle 5.0+17.0\cdot exp(-[ln(2\cdot E_{n})]^{2}/6)}    |
| neutroner, energi {\displaystyle E_{n}} > 50 MeV         | {\displaystyle 2.5+3.25\cdot exp(-[ln(0.04\cdot E_{n})]^{2}/6)} |

Vægtningsfaktorerne for neutroner er angivet ved tre formler, som tilsammen giver en glat kurve, der topper omkring 1 MeV med en vægtningsfaktor på ca. 20. Tidligere benyttede man energiintervaller med faste værdier i hvert interval:
| Energiinterval            | Vægtningsfaktor |
| ------------------------- | --------------- |
| neutroner <10 keV         | 5               |
| neutroner 10–100 keV      | 10              |
| neutroner 100 keV – 2 MeV | 20              |
| neutroner 2 MeV – 20 MeV  | 10              |
| neutroner >20 MeV         | 5               |

## Vægtning af kropsvævs vigtighed
Fordi kroppens forskellige organer har forskellig strålefølsomhed, anvendes en vægtet sum eller integral, hvor kropsvævstypernes vægte findes i nedenstående tabeller.
| Vævstype                                      | Vægtningsfaktorer |
| --------------------------------------------- | ----------------- |
| knoglemarv, tyktarm, lunge, mave, bryst       | 0,12              |
| kønskirtler                                   | 0,08              |
| urinblære, spiserør, lever, skjoldbruskkirtel | 0,04              |
| knogleoverflader, hjerne, spytkirtler, hud    | 0,01              |
| øvrigt væv                                    | 0,12              |

## Omregning af mellem sievert og andre stråledoseenheder
Den basale enhed for stråledosis er gray (Gy), som ikke tager højde for strålingstype. For beta-, gamma- og røntgenstråling er omregningsfaktoren dog 1 (se afsnittet om vægtning af strålingstypen), dvs. for disse typer stråling er 1 Sv = 1 Gy.
Fra historiske enheder i dosimetri kan man sige at ved stråling fra 1 roentgen (R) i røntgenstråling absorberes 1 rad (radiation-absorbed dose), som har en effekt på 1 rem (roentgen-equivalent in man).
For røntgenstråling (og gamma- og betastråling) gælder derfor:
- 1 Sv = 100 rad
- 1 Sv = 100 rem
- 1 Sv = 1 Gy

## Stråledosis virkninger
Kroppens grænse for akut strålingssyge er ved 500 mSv = 500 mGy. Se i artiklen strålingssyge for uddybning.
Ud fra studier af bl.a. de bestrålede populationer fra de japanske byer Hiroshima og Nagasaki, som blev atombombet i slutningen af 2. verdenskrig, regner man med at at risikoen for at få dødelig kræft øges 0,5% per 100 mSv.